# Alpesi vadkutya
Az alpesi vadkutya (Cuon alpinus alpinus) az emlősök (Mammalia) osztályának ragadozók (Carnivora) rendjébe, ezen belül a kutyafélék (Canidae) családjába tartozó ázsiai vadkutya (Cuon alpinus) törzsalfaja.

## Előfordulása
Az alpesi vadkutya előfordulási területe a kontinentális Dél-Ázsiától kezdve Kelet-Ázsia északi részéig tart. Manapság a következő országokban és térségekben található meg: India, Banglades, Nepál, Kína, Mianmar és Thaiföld. Feltételezések szerint ez az alfaj kihalt Mongóliából, Oroszországból és a Koreai-félszigetről.

## Megjelenése
Az ázsiai vadkutya alfajok között ez a legnagyobb. Szőrzete élénk vörös, koponyája keskeny. A turkesztáni vadkutyához (Cuon alpinus hesperius) hasonlóan, az alpesi vadkutya is a hideg évszakokra vastagabb bundát, valamint sörényt növeszt. A nyári bundája durvább tapintású. A délebbi állományainak színezete sötétebb árnyalatú, viszont a hasi részük fehér.

## Életmódja
Ez az állat sokféle élőhelyen képes megélni. Erdőkben, füves pusztákon és alpesi tundrákon egyaránt fellelhető. Legfőbb zsákmányai a közepes és nagyméretű páros és páratlanujjú patások. A természetes ellenségei közé sorolható az összes nála nagyobb ragadozó, valamint a kutyák által terjesztett betegségek.

## Fordítás
- Ez a szócikk részben vagy egészben  az   Ussuri dhole című angol Wikipédia-szócikk ezen változatának fordításán alapul.  Az eredeti cikk szerkesztőit annak laptörténete sorolja fel. Ez a jelzés csupán a megfogalmazás eredetét és a szerzői jogokat jelzi, nem szolgál a cikkben szereplő információk forrásmegjelöléseként.